# Riksväg 24, Finland

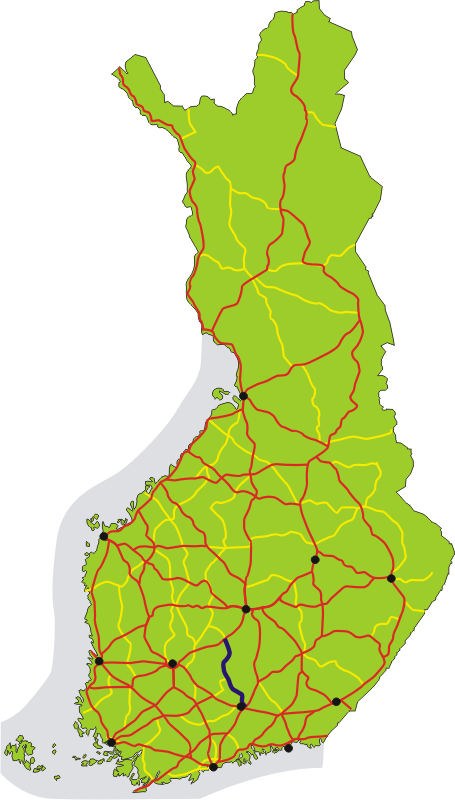
Riksväg 24 markerad med mörkblått på kartan

Riksväg 24 är en av Finlands huvudvägar. Den går från Jämsä till Lahtis.